# 金剛三昧
金剛三昧（こんごうざんまい）は、9世紀前半にインドに赴いたとされる日本出身の僧。中国唐代の段成式による随筆『酉陽雑俎』に記録が見られるが、日本の記録には残されていない。『酉陽雑俎』の記述を信じるならば、記録上最初にインドに到達した日本人である。

## 『酉陽雑俎』の記述
『酉陽雑俎』には2か所に「金剛三昧」についての記述がある。『酉陽雑俎』に登場する日本人僧（「倭国僧」）は「金剛三昧」だけである。
『酉陽雑俎』前集巻三の記述は、段成式が金剛三昧と直接会って話をしたときに聞いた内容に関する記述で、それによれば金剛三昧は中天（中天竺）に赴いたことがある。当時西域では玄奘が崇敬の対象となっており、その地の寺院には玄奘の像が麻の履（蔴屩）や箸（匙筯）とともに綵雲に乗った姿で多く描かれていること（金剛三昧は、それらのものが「西域」にないものだからだろう、としている）、斎日には僧たちが両手を挙げ地に伏して礼拝（原文「膜拝」）していること、ナーランダの寺の食堂には炎熱の際に蠅が数万いるが、僧たちが食事する際には蠅たちは食堂を出て庭の木に集まるといったことを語っている。
『酉陽雑俎』続集巻二の記述は、元和13年（818年）に、金剛三昧と、蜀出身の僧「広昇」が峨眉山に昇った際に、山中で修行中の道士が不思議な現象を起こしたのを目撃したという話である。

## 解釈
金剛三昧は、日本から唐へ渡り、唐から西域を経由してインドにも赴いた僧侶と考えられる。インドに赴いた時期は9世紀前半と推定される。「金剛三昧」は高い悟りの境地を意味する仏教用語であり、この僧が実際に名乗っていた法名であるかもはっきりしない。
『酉陽雑俎』は説話集であり、中には荒唐無稽なものやあからさまな作り話を含む。このため「金剛三昧」の実在性や、語った内容の真実性についても疑わしいとする見解もある。岩村忍は（伝聞ではなく）直接面識のある段成式が記述したことであり、語られる礼拝もインドふうであるとして「この記事がつくりごととは考えられない」としている。岩村忍は、著作を残した法顕・宋雲・玄奘らに限らず多くの中国の僧がインドへ訪れたであろうとし、中国に渡った日本人僧侶のうちにインドへの求法の旅を思い立った者がいてもおかしくはないとする。『酉陽雑俎』の外国人僧の描写を検討した王媛も、金剛三昧が段成式に対して、いくらでも過剰にできる「霊験あらたかな奇譚や仏教説話」ではなく、炎熱の中を数万匹の蠅が飛ぶという写実的な風景を語っており、段成式がそれを書き留めたことに注目している。
江戸時代には松下見林が『異称日本伝』を編纂する中で関心を示した。『酉陽雑俎』を愛読した南方熊楠も金剛三昧に関心を寄せ、空海ではないかとの推測を本に書き込んでいる。高楠順次郎は「入竺日本僧金剛三昧伝考」を著し、法道和尚（安然の父）ではないかとする見方を示している。
森和也は「恐らくはこの日本人僧は『酉陽雑俎』に「金剛三昧」という名を留めて異国の土と化し、井真成のように故国日本では忘れ去られてしまったのだろう」と記している。